# Sterculia (botanica)
Sterculia L., 1753 è un genere di alberi e arbusti tropicali della famiglia delle Malvacee.
Il nome deriva dal dio romano Sterculo e allude all'odore sgradevole dei fiori.

## Descrizione

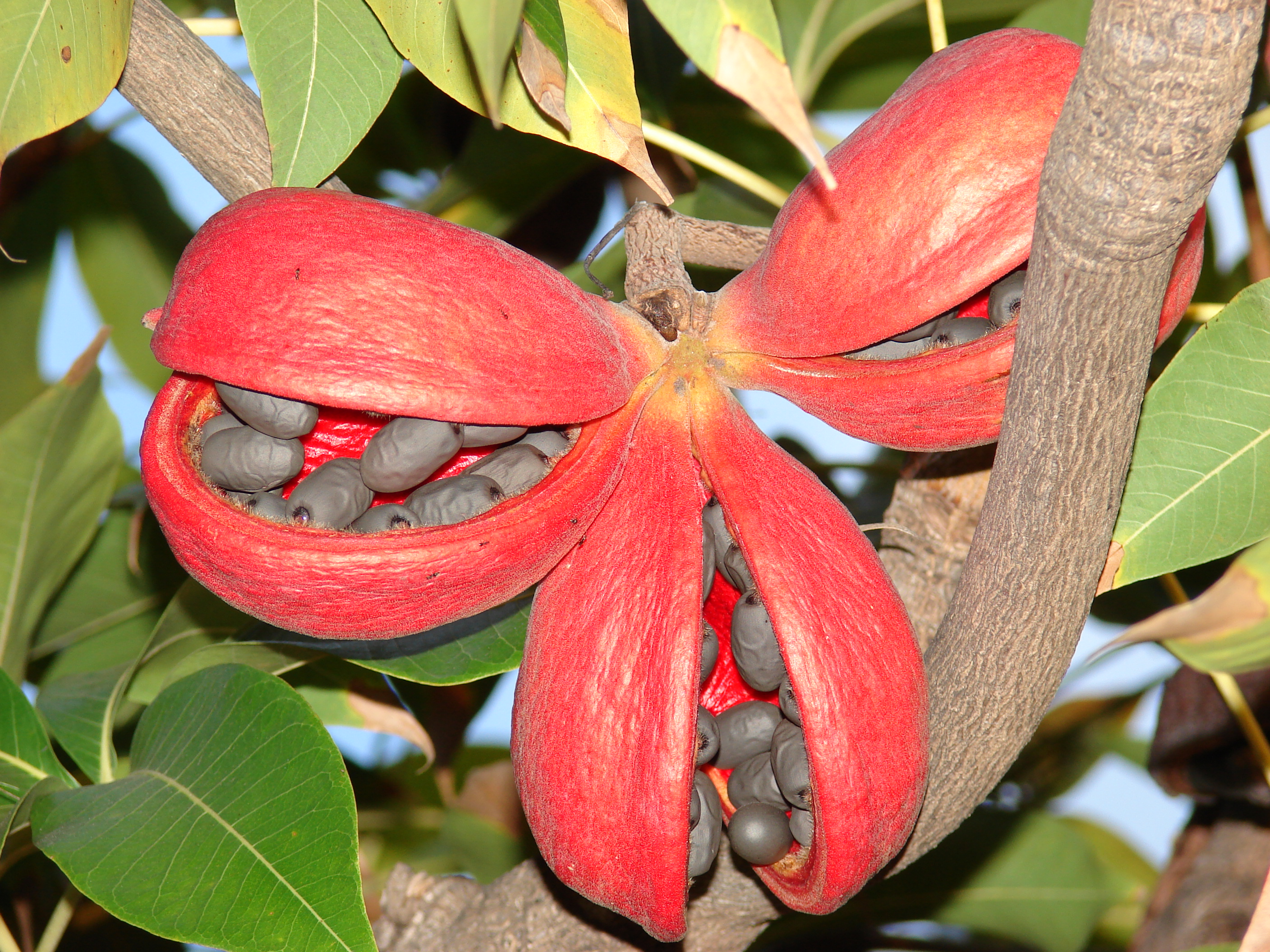
Frutti maturi di Sterculia foetida

Il genere comprende piante legnose, in gran parte alberi, propri delle regioni tropicali. In genere sono piante caducifoglie, che perdono le foglie durante la stagione secca.
Le foglie sono piuttosto grandi, generalmente ovali o lobate. La disposizione delle foglie sui rami è variabile; in alcune specie hanno una caratteristica disposizione verticillata.
I fiori, raccolti in infiorescenze, sono privi di veri petali; il calice ha però 5 lobi colorati che hanno l'apparenza di petali. Il loro odore sgradevole ha dato nome al genere.
I frutti sono grossi follicoli, cioè frutti secchi che si aprono a maturità liberando i semi (tipicamente 5-6, in alcune specie anche uno solo).

## Distribuzione e habitat
Il genere Sterculia è rappresentato, allo stato spontaneo, nelle regioni tropicali e temperato-calde dell'Asia, dell'Africa, dell'Oceania e delle Americhe.
La massima diversificazione di specie si ha in India e in Cina.

## Tassonomia
Il genere Sterculia comprende le seguenti specie:

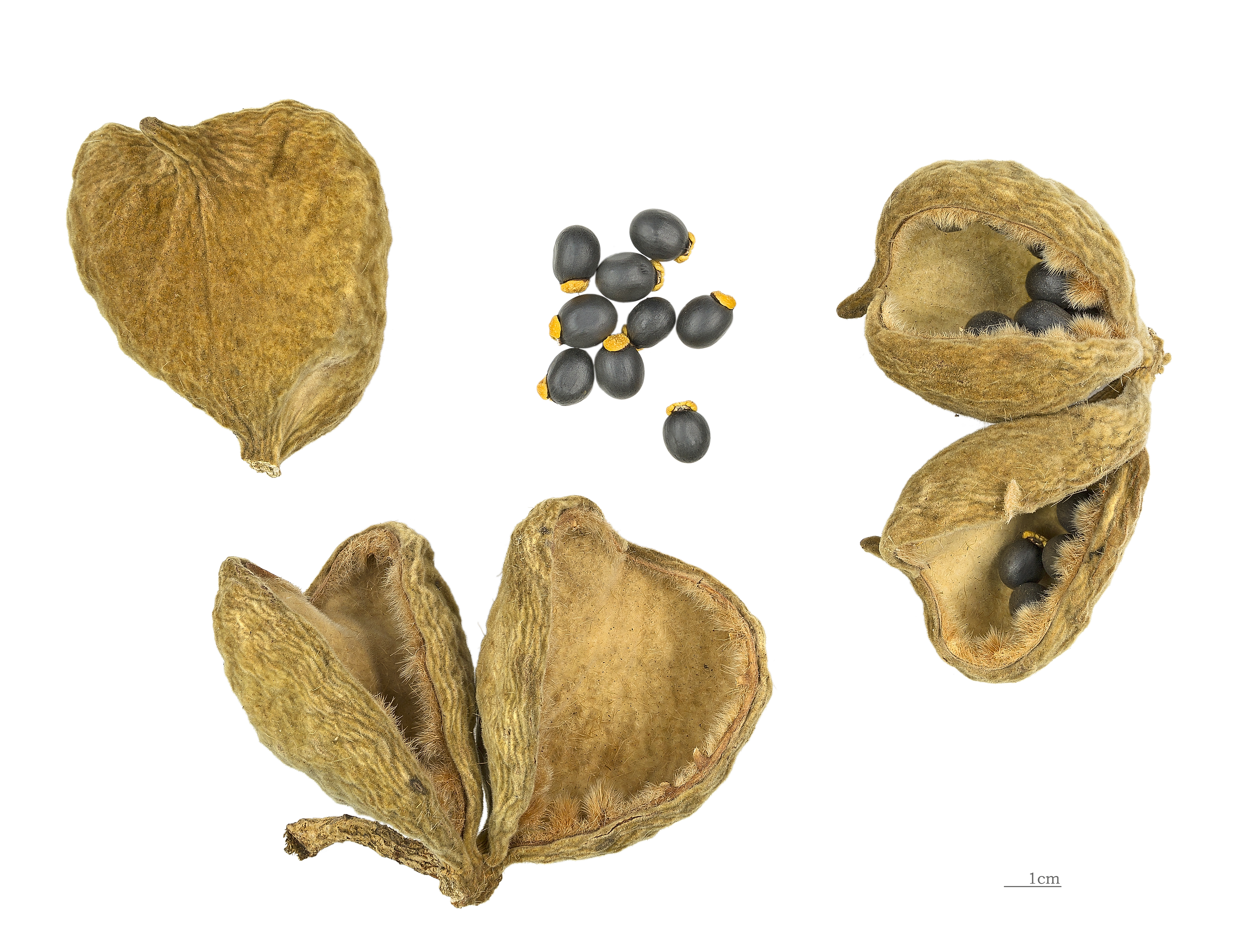
Frutti e semi di Sterculia setigera

- Sterculia abbreviata E.L.Taylor ex Mondragón
- Sterculia aberrans Tardieu
- Sterculia acuminatissima Merr.
- Sterculia aerisperma Cuatrec.
- Sterculia africana (Lour.) Fiori
- Sterculia albidiflora Ducke
- Sterculia alexandri Harv.
- Sterculia allenii E.L. Taylor
- Sterculia amazonica E.L.Taylor ex Mondragón
- Sterculia ampla Baker f.
- Sterculia apeibophylla Ducke
- Sterculia apetala (Jacq.) H.Karst.
- Sterculia appendiculata K. Schum.
- Sterculia backeri Tantra
- Sterculia balanghas L.
- Sterculia bammleri K.Schum.
- Sterculia banksiana Guillaumin
- Sterculia blumei G.Don
- Sterculia bracteata Gagnep.
- Sterculia brevissima H.H.Hsue ex Y.Tang, M.G.Gilbert & Dorr
- Sterculia campaniflora Ridl.
- Sterculia caribaea R.Br.
- Sterculia carrii Tantra
- Sterculia ceramica R.Br.
- Sterculia chapelieri Baill.
- Sterculia cheekii Dorr
- Sterculia chlamydothyrsa Mildbr.
- Sterculia chrysodasys Miq.
- Sterculia cinerea A.Rich.
- Sterculia cochinchinensis Pierre
- Sterculia cognata Prain
- Sterculia colombiana Sprague
- Sterculia comorensis Baill.
- Sterculia comosa Wall.
- Sterculia conwentzii K.Schum.
- Sterculia cordata Blume
- Sterculia corrugata Little
- Sterculia costaricana Pittier
- Sterculia crassinervia Miq.
- Sterculia cuneifolia Miq.
- Sterculia curiosa (Vell.) Taroda
- Sterculia cuspidata R.Br.
- Sterculia dactylocarpa Warb.
- Sterculia darbyshirei Tantra
- Sterculia dasyphylla A.C.Sm.
- Sterculia dawei Sprague
- Sterculia duckei E.L.Taylor ex J.A.C.Silva & M.F.Silva
- Sterculia edelfeltii F.Muell.
- Sterculia ellipticifolia Fosberg
- Sterculia elmeri Merr.
- Sterculia euosma W.W.Sm.
- Sterculia excelsa Mart.
- Sterculia fanaiho Setch.
- Sterculia foetida L.
- Sterculia forsteri Seem.
- Sterculia frondosa Rich.
- Sterculia gengmaensis H.H.Hsue ex Y.Tang, M.G.Gilbert & Dorr
- Sterculia glauca A.H.Gentry
- Sterculia gilva Miq.
- Sterculia gracilipes Pierre
- Sterculia grandifolia R.Br.
- Sterculia guangxiensis S.J. Xu & P.T. Li
- Sterculia guapayensis Cuatrec.
- Sterculia guianensis Sandwith
- Sterculia guttata Roxb.
- Sterculia hainanensis Merr. & Chun
- Sterculia harmandii Pierre
- Sterculia henryi Hemsl.
- Sterculia hewittii Ridl.
- Sterculia hymenocalyx K. Schum.
- Sterculia hypochroa Pierre
- Sterculia hyposticta Miq.
- Sterculia impressinervis H.H.Hsue
- Sterculia insularis R.Br.
- Sterculia kayae P.E.Berry
- Sterculia khasiana Debb.
- Sterculia kingii Prain
- Sterculia kingtungensis H.H.Hsue ex Y.Tang, M.G.Gilbert & Dorr
- Sterculia kostermansiana Tantra
- Sterculia lancaviensis Ridl.
- Sterculia lanceifolia Roxb.
- Sterculia lanceolata Cav.
- Sterculia lastoursvillensis M.Bodard & Pellegr.
- Sterculia laxiflora Rusby
- Sterculia lepidotostellata Mildbr.
- Sterculia linguifolia Mast.
- Sterculia lissophylla Pierre
- Sterculia longifolia Vent.
- Sterculia longipetiolata Merr.
- Sterculia macrophylla Vent.
- Sterculia macrostemon Tantra
- Sterculia madagascariensis R.Br.
- Sterculia maoana Doweld
- Sterculia mastersii Pierre
- Sterculia megistophylla Ridl.
- Sterculia membranacea Merr.
- Sterculia mexicana R.Br.
- Sterculia mhosya Engl.
- Sterculia micrantha Chun & H.H. Hsue
- Sterculia mindorensis Tantra
- Sterculia monosperma Vent.
- Sterculia monticola Mildbr.
- Sterculia morobeensis Tantra
- Sterculia murex Hemsl.
- Sterculia oblonga Mast.
- Sterculia oblongata R.Br.
- Sterculia ornatisepala E.L. Taylor
- Sterculia palauensis Kaneh.
- Sterculia papuana Tantra
- Sterculia parkinsonii F.Muell.
- Sterculia parviflora Roxb.
- Sterculia parvifolia R.Br.
- Sterculia peekelii Mildbr.
- Sterculia pendula Ducke
- Sterculia perryae Kosterm.
- Sterculia peruviana (D.R.Simpson) E.L.Taylor ex Brako & Zarucchi
- Sterculia petenensis E.L. Taylor
- Sterculia pexa Pierre
- Sterculia pinbienensis Tsai & Mao
- Sterculia pojoira Cuatrec.
- Sterculia ponapensis Kaneh.
- Sterculia principis Gagnep.
- Sterculia pruriens (Aubl.) K.Schum.
- Sterculia pseudopeltata Mildbr.
- Sterculia quadrifida R.Br.
- Sterculia quinqueloba (Garcke) K.Schum.
- Sterculia radicans Gagnep.
- Sterculia recordiana Standl.
- Sterculia rhinopetala K.Schum.
- Sterculia rhoidifolia Stapf ex Ridl.
- Sterculia rhynchocarpa K.Schum.
- Sterculia rhynchophylla K.Schum.
- Sterculia rigidifolia Ducke
- Sterculia ripicola Mildbr.
- Sterculia rogersii N.E. Br.
- Sterculia rubiginosa Vent.
- Sterculia rugosa R.Br.
- Sterculia sangirensis Warb.
- Sterculia scandens Hemsl.
- Sterculia schlechteri Mildbr.
- Sterculia schliebenii Mildbr.
- Sterculia scortechinii King
- Sterculia setigera Delile
- Sterculia shillinglawii F.Muell.
- Sterculia simaoensis Y.Y. Qian
- Sterculia spangleri R.Br.
- Sterculia spatulata Warb.
- Sterculia speciosa K. Schum.
- Sterculia stapfiana K.Schum.
- Sterculia stenocarpa H.J.P.Winkl.
- Sterculia steyermarkii E.L.Taylor ex Mondragón
- Sterculia stigmarota Pierre
- Sterculia stipulata Korth.
- Sterculia stipulifera Ducke
- Sterculia striata A. St.-Hil. & Naudin
- Sterculia striatiflora Mast.
- Sterculia subnobilis H.H. Hsue
- Sterculia subpeltata Blume
- Sterculia subracemosa Chun & H.H. Hsue
- Sterculia subviolacea K.Schum.
- Sterculia tannaensis Guillaumin
- Sterculia tantraensis Morat
- Sterculia tavia Baill.
- Sterculia tessmannii Mildbr.
- Sterculia thorelii Pierre
- Sterculia tonkinensis Aug. DC.
- Sterculia tragacantha Lindl.
- Sterculia tragacanthoides Engl.
- Sterculia urceolata Sm.
- Sterculia urens Roxb.
- Sterculia urophylla Merr.
- Sterculia venezuelensis Pittier
- Sterculia versicolor Wall.
- Sterculia villifera Steud.
- Sterculia villosa Roxb.
- Sterculia vitiensis Seem.
- Sterculia xolocotzii T. Wendt & E.L. Taylor
- Sterculia yatesii Merr.
- Sterculia yuanjiangensis H.H.Hsue & S.J.Xu
- Sterculia zeylanica Kosterm.

## Usi

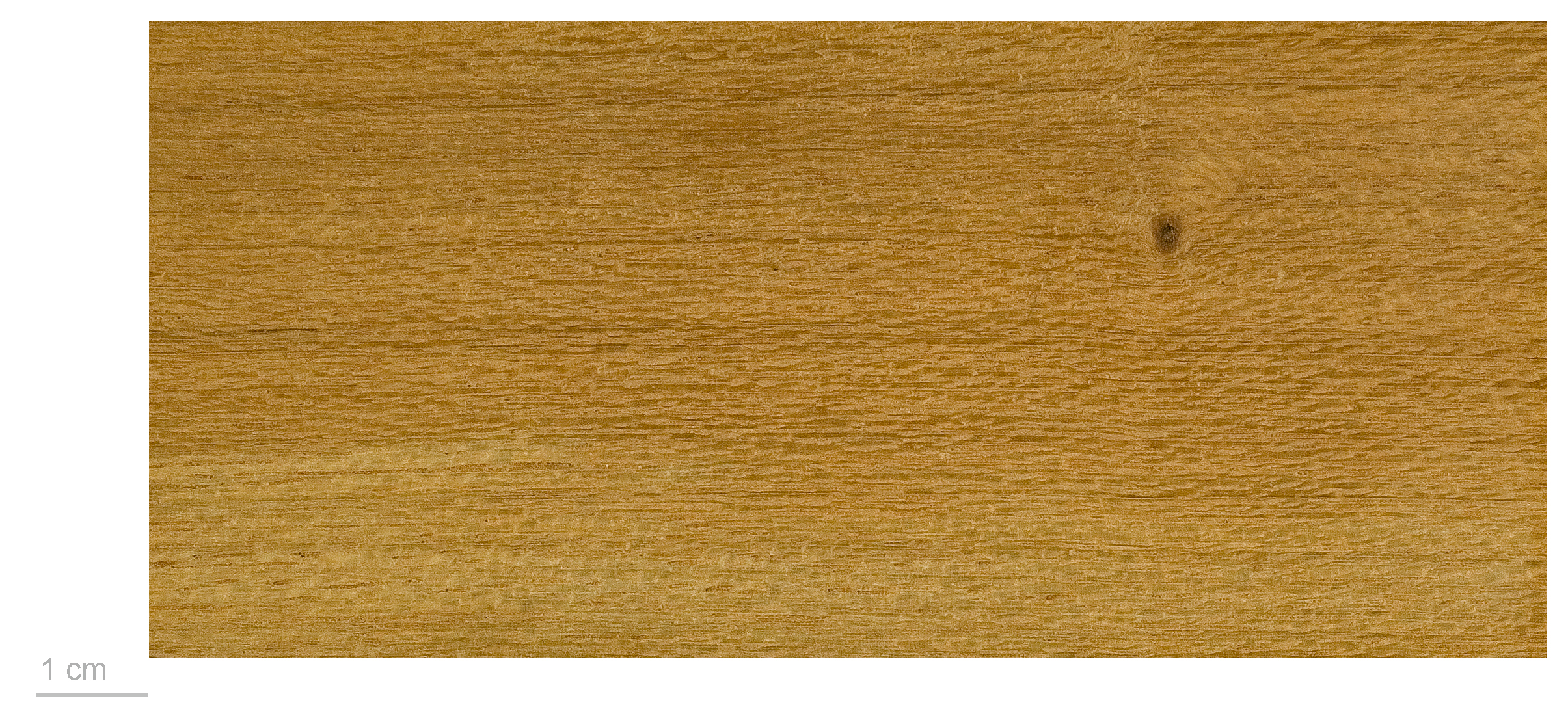
Legname di Sterculia pruriens

Da alcune specie di Sterculia (particolarmente S. urens e S. scaphigera) si ricava la gomma sterculia (o gomma karaya), usata come additivo alimentare (E416) e in farmacia. Anche altre parti della pianta hanno virtù medicinali (lassative).
Sterculia foetida e qualche altra specie sono utilizzate per alberature stradali nei climi adatti.
Dal tronco di alcune specie si ricavano fibre per cordami . Anche il legno viene talvolta utilizzato.